# Радомир Рајковић
Радомир Рајковић (Београд, 21. септембар 1940 — Одушевци, код Старог Сланкамена, 13. август 2009) био је српски књижевник. Писао је поезију, прозу и књижевну критику.

## Биографија
Рођен у Београду, живео је у Мраморку, где је похађао и основну школу. У Вршцу је завршио гимназију, а од 1964. године до смрти живео у Београду, где је исте године дипломирао на Академији за позориште, филм, радио и телевизију, на Одсеку за организацију. Двадаеет пет година радио је као организатор и продуцент на Телевизији Београд. Био је ожењен Елвиром Рајковић, књижевницом. Умро је изненада 13. августа 2009. године у својој летњој кући у Одушевцима (Стари Сланкамен) поред Дунава.
За живота објавио је десет књига поезије, две су објављене после његове смрти. Једно време песме је објављивао под псеудонимом Саша Пешчарски. Поред поезије, објављивао је прозу и књижевну критику у листовима и часописима широм Југославије. Заступљен је у антологији Пере Зупца „Златни стихови“, објављеној 1998. године. Поезија му је превођена на енглески, пољски, шпански, мађарски, румунски, македонски, албански и кинески језик. Био је члан Удружења књижевника Србије.

## Књиге песама
- Песак и лето, Матица српска, едиција „Прва књига“, Нови Сад, 1959,
- Пустаре, Руковет, Суботица, 1962,
- Маске, Клуб писаца, Вршац, 1953,
- Људи, Браничево, Пожаревац, 1967,
- Панонске елегије, Клуб писаца, Вршац, 1969,
- Разгледнице, Библотека „Угао“, Вршац, 1971,
- Одбрана, БИГЗ, Београд, 1978,
- Циклуси, Библиотека „Ревија, Осијек, 1984,
- Множина, Библиотека „Угао“, Вршац, 1991,
- Судија, песме у прози, НОВА, Слободан Машић, Београд, 2006.

## Постхумна издања
- Вођа и његов двојник, Библиотека „Угао“, Вршац, 2012,
- Све што видим, Библиотека „Угао“, Вршац, 2014.

## Награде
- Награда листа „Телеграм“ за књигу „Маске“, 1962,
- Награда Републичког СУБНОР-а за књигу „Одбрана“, 1977,
- Награда Радио Новог Сада за радио драму „Добро јутро, добар дан“1978,